# ダイワマルエス
ダイワマルエス株式会社は、兵庫県明石市に本社を置く株式会社。主に軟式野球用ボールの製造・販売で有名である。

## 概要
- 本社 - 兵庫県明石市魚住町。
- 代表取締役 - 岩城 宏之（いわき ひろゆき）
- 営業所 - 東京、名古屋、九州

## 沿革
- 1938年（昭和13年）8月 - 奏陽護謨工業（株）として設立。
- 1943年（昭和18年）6月 - 株式を大和紡績に譲渡し、傘下に入る。
- 1988年（昭和63年）8月 - 社名をダイワゴム（株）に変更。
- 1992年（平成4年）10月 - 大和紡績（株）に吸収合併。ダイワマルエス（株）発足。

## 事業内容
- 軟式野球用ボールの製造・販売
- ソフトボールの製造・販売
- 各種衣料品の企画・製造・販売

## 経営理念
- 「真実と公正」を認識の基準とする
- 「自己改革と自己責任」を思考の原点とする
- 「迅速と完結」を行動の基本とする

## 大株主
ダイワボウ（100％）